# Jakarta Tower
Der Jakarta Tower ist ein seit 1997 im Bau befindlicher Fernsehturm mit einer geplanten Höhe von 558 Metern. Damit würde er den derzeit dritthöchsten Fernsehturm, den CN Tower in Toronto, überragen. Der Jakarta Tower steht in Kemayoran im Stadtgebiet Jakartas. Das Bauwerk sollte zwischen 2009 und 2010 vollendet sein. Die Fertigstellung bleibt bisher ungewiss.
Das Aussichtsdeck soll sich auf 395,5 Meter Höhe befinden. Die veranschlagten Kosten für dieses Projekt belaufen sich auf 400 Millionen Dollar.